# Nová Dědina (Uničov)
Nová Dědina (německy Schröffelsdorf) je malá vesnice, část města Uničov v okrese Olomouc. Nachází se asi 3 km na sever od Uničova. Prochází zde silnice II/446. V roce 2012 zde bylo evidováno 40 adres. V roce 2001 zde trvale žilo 140 obyvatel.
Nová Dědina leží v katastrálním území Nová Dědina u Uničova o rozloze 2,34 km2.
Nová Dědina je nejmladší vesnicí v okolí Uničova. Vznikla severně od města Uničov v rámci raabizace v roce 1779 na pozemcích uničovského dvora a rybníka.K obci patřily dva mlýny, Fojtský mlýn a mlýn Valcha, které se nacházely na řece Oskava.
Ve vesnici se nachází a kamenný kříž a kaple Panny Marie z roku 1931.
Dne 16. března 2020, v době, kdy v Česku probíhala pandemie covidu-19, rozhodli hygienici s ohledem na prudký nárůst počtu pacientů o uzavření Uničova a Litovle s okolím. Policie oblast střežila a neumožnila nikomu do oblasti vstoupit, ani ji opustit. Jednou z takto zasažených vesnic byla i Nová Dědina. Uzavření oblasti skončilo 30. března.